# 蒂氏鋸鱗魚
蒂氏鋸鱗魚為輻鰭魚綱金眼鯛目金鱗魚亞目金鱗魚科的其中一種，分布於太平洋區，包括庫克群島、東加、皮特凱恩群島、拉帕島、復活節島等海域，棲息深度2-15公尺，體長可達21.2公分，棲息在礁石區。

## 擴展閱讀
維基物種上的相關：蒂氏鋸鱗魚